# Chapelle de la Condamnation
La chapelle de la Condamnation, appelée aussi chapelle de la Condamnation et de l'Imposition de la Croix, est une église catholique de la vieille ville de Jérusalem au bord de la Via Dolorosa dans la même cour que l'église de la Flagellation. Elle appartient aux franciscains de la custodie de Terre Sainte et se trouve dans l'ensemble du monastère de la Flagellation.
Elle commémore la condamnation de Jésus

## Historique
Le sanctuaire a été construit en 1904 par le frère franciscain Wendelin Hinterkeuser, sur les vestiges d'une église des croisés qui avaient été découverts lors de fouilles quelques années auparavant. L'église byzantine a été transformée en mosquée. Le pavement étant identique à celui de la basilique Ecce Homo à proximité, on pensa à cette époque qu'il s'agissait de restes du prétoire de Ponce Pilate.
La chapelle marque depuis 1923 la seconde station de la Via Dolorosa .

## Architecture

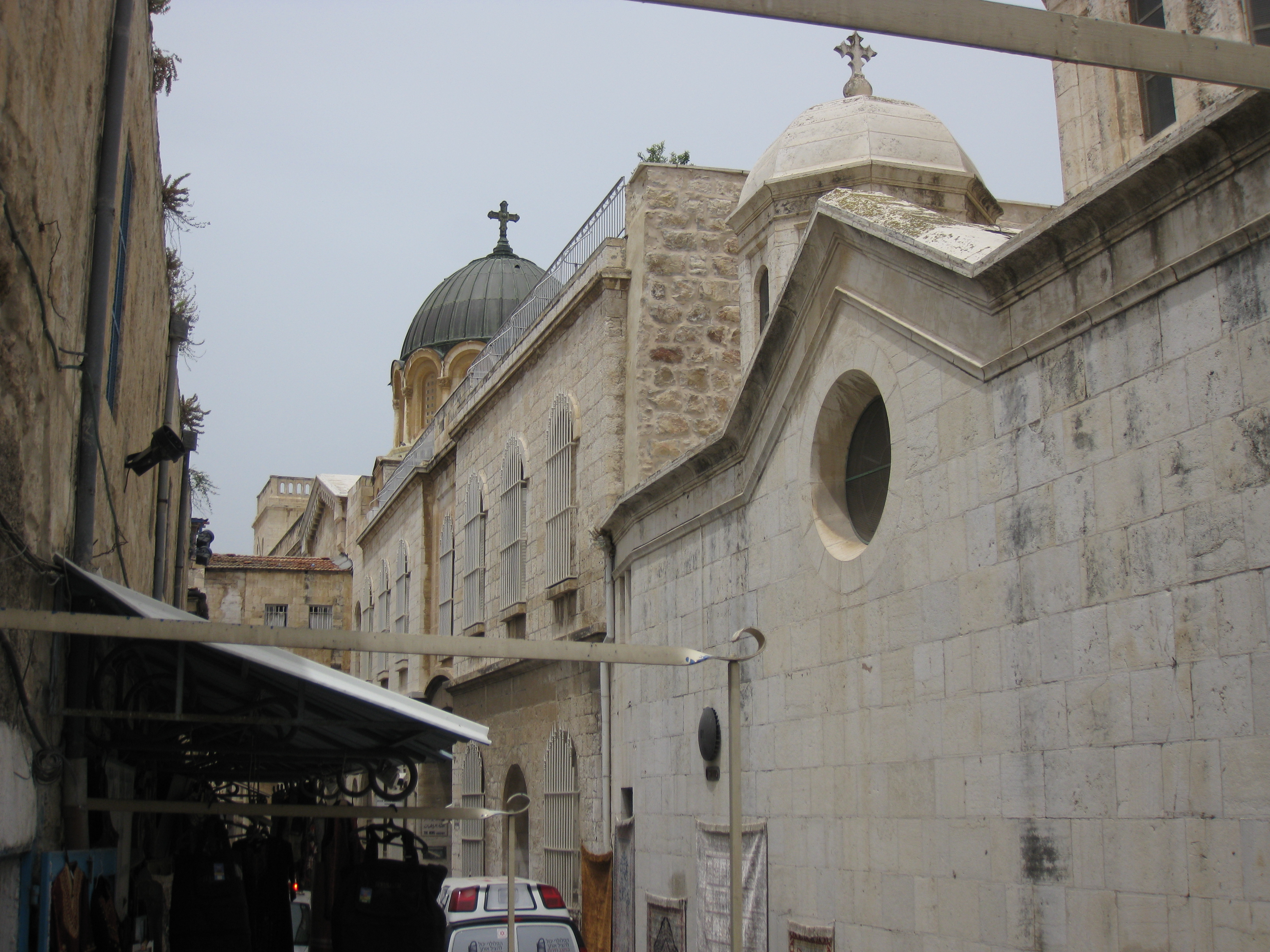
Mur de l'église le long de la Via Dolorosa

L'église est surmontée de cinq dômes dont le principal, octogonal, est couronné par une lanterne à colonnades. Elle est de plan basilical à trois nefs avec quatre piliers.
L'abside comporte une peinture montrant Jésus qui descend les marches du prétoire et porte au-dessus l'inscription Hic Christus tradebat judicanti se injuste (« ici le Christ s'est donné à ceux qui l'ont jugé injustement ») .